# Щедрик строкатоголовий
Ще́дрик строкатоголовий (Crithagra gularis) — вид горобцеподібних птахів родини в'юркових (Fringillidae). Мешкає в Південній Африці.

## Опис

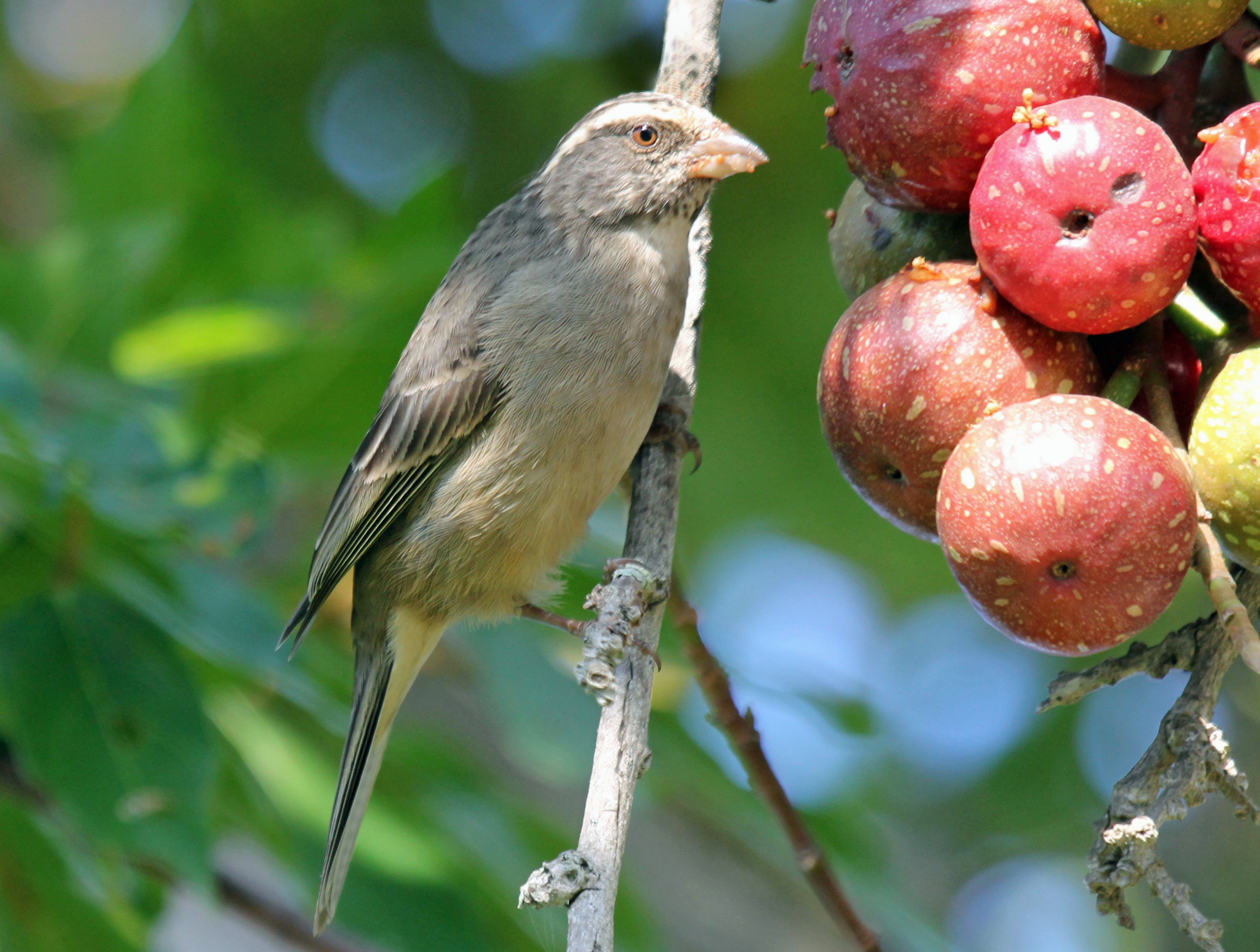
Строкатоголовий щедрик

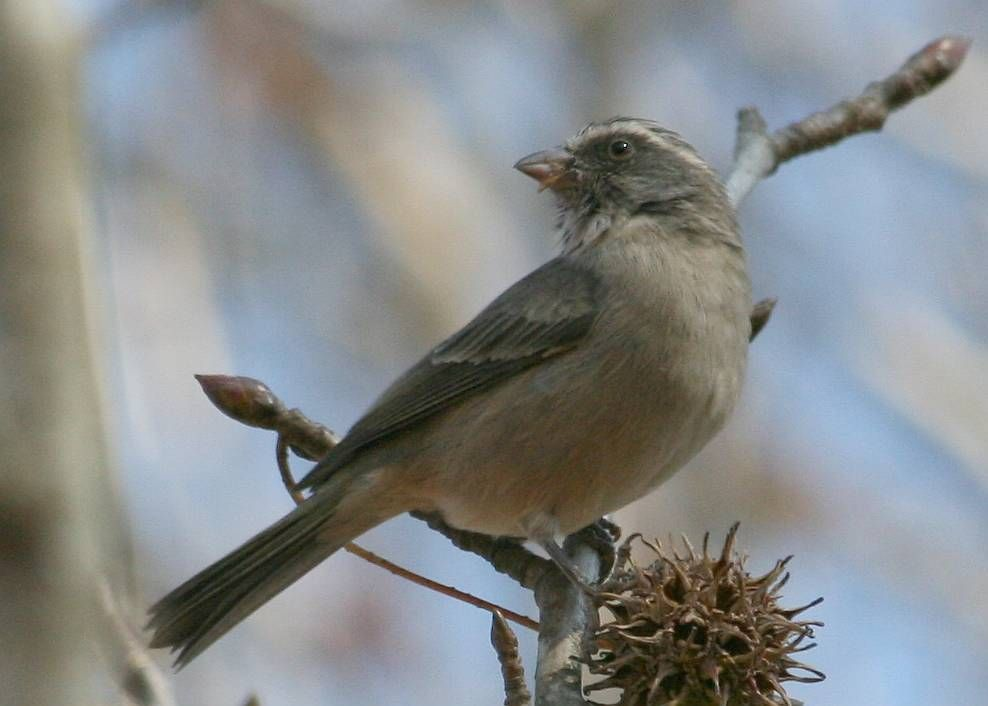
Строкатоголовий щедрик (підвид C. g. endemion)

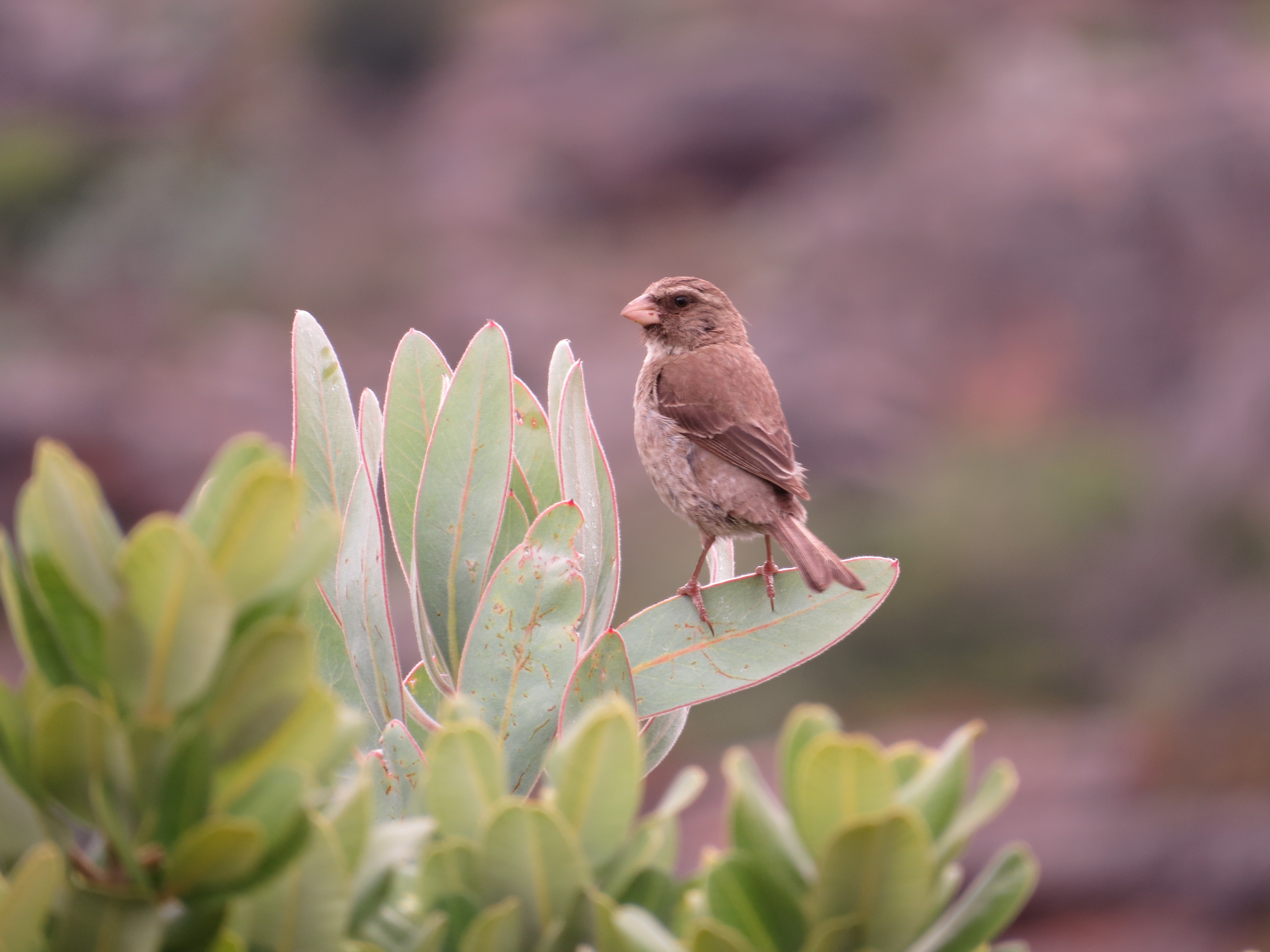
Строкатоголовий щедрик

Довжина птаха становить 13-14 см, вага 10-26 г. Забарвлення переважно сіре, голова і спина більш темні, крила і хвіст чорнуваті. Нижня частина тіла дещо світліша, поцяткована світлими смужками. Над очима довгі білі "брови". Дзьоб тілесного кольору, зверху і на кінці чорнуватий, лапи тілесного кольору, очі червонувато-карі.

## Підвиди
Виділяють п'ять підвидів:
- C. g. benguellensis (Reichenow, 1904) — центральна Ангола, західна Замбія і північно-східна Намібія;
- C. g. endemion (Clancey, 1952) — південь Мозамбіку, Есватіні, Лесото і схід ПАР;
- C. g. gularis (Smith, A, 1836) — південно-східна Ботсвана і північ ПАР;
- C. g. humilis (Bonaparte, 1850) — південне узбережжя ПАР в районі мису Доброї Надії;
- C. g. mendosa (Clancey, 1966) — північно-східна Ботсвана, Зімбабве, північний захід Мозамбіку.

Crithagra canicapilla раніше вважався конспецифічним зі строкатоголовим щедриком.

## Поширення і екологія
Строкатоголові щедрики мешкають в Анголі, Замбії, Зімбабве, Мозамбіку, Ботсвані, Південно-Африканській Республіці, Лесото і Есватіні, трапляються в Намібії. Вони живуть в саванах, на сухих луках і в сухих чагарникових заростях, на полях, пасовищах, плантаціях і в садах. Зустрічаються на висоті до 2100 м над рівнем моря. Живляться переважно насінням. Сезон розмноження триває з вересня по березень. Гніздо чашоподібне, розміщується між гілками. В кладці від 3 до 3 яєць, інкубаційний період триває 14-16 днів.